# Emile Enthoven
Henri Emile Enthoven (Amsterdam, 18 oktober 1903 – New York, 27 december 1950) was een Nederlands componist, historicus en jurist.

## Levensloop

### Privéleven
Hij was zoon van Emile Siegmund Enthoven, gedelegeerde commissaris van Deli Maatschappij en Sara Nelly Hijmans. Hij bleef vermoedelijk zijn gehele leven vrijgezel en trok op met zijn zuster Susette Nelly Enthoven (1906-1982). Zijn andere zuster Vera Ingeborg Enthoven huwde advocaat Gerrit Willem van der Does. Henri Emile Enthoven overleed in New York, maar werd op 16 juni 1951 begraven op begraafplaats Zorgvlied in Amsterdam.

### Loopbaan
Hij doorliep het gymnasium in Hilversum en legde in 1921 het staatsexamen af. Hij schreef zich in als student Rechten aan de Universiteit van Utrecht, maar verwisselde die studie voor Geschiedenis. In 1929 promoveerde hij echter aan de Universiteit van Amsterdam tot Doctor in de Letteren en Wijsbegeerte met een proefschrift getiteld Van Tanger tot Agadir. Daarna werd hij privaatdocent in de Diplomatieke Geschiedenis aan de Leidse Hogeschool en in 1930 aan Universiteit van Amsterdam. In 1935 solliciteerde hij bij de voorloper van het Zentrum für Niederlande-Studien, maar werd niet aangenomen. Hij vertrok in 1939 naar de Verenigde Staten, alwaar hij in 1941 de functie van algemeen secretaris bekleedde van Nederlands Studiegroep voor Reconstructie en Netherlands Research Institute of America. Tevens was hij er advisor van de UNO (Information Office New York).
Zijn muziekopleiding kreeg hij van Johan Wagenaar in Utrecht en Franz Schreker aan de Universiteit voor de Kunsten te Berlijn. Zijn pianoleraren waren zijn moeder (violiste en pianiste), Willem Andriessen en Eisner. Dirigeren leerde hij bij Felix Weingartner. Hij was voor een jaar dirigent van het Utrechts Studenten Orkest (1926). In de jaren 1932 tot 1935 schreef hij over muziek in het Algemeen Dagblad. Hij schreef voorts de muziek voor het huwelijk van Juliana der Nederlanden en Bernhard van Lippe-Biesterfeld. Tot slot schreef hij (mee aan) artikelen voor de Encyclopædia Britannica en Grove Dictionary of Musicand Musicians. In 1976 werd over hem een kleine tentoonstelling gehouden in het Gemeentemuseum Den Haag

## Werken
Zijn werken waren vanaf 1919 tot en met 1936 tien keer te horen tijdens concerten van het Concertgebouworkest:
- 16 oktober 1919: Symfonie nr. 1, dirigent Willem Mengelberg
- 13 juli 1924: Burleske, dirigent Cornelis Dopper
- 16 november 1924: Burleske, dirigent Willem Mengelberg
- 3 december 1925: Symfonie nr. 2, dirigent Pierre Monteux
- 18 maart 1928: Ichantonsuite, dirigent Willem Mengelberg
- 22 en 25 januari 1933: Symfonische fantasie, dirigent Eduard van Beinum, solist Louis Zimmermann
- 7 mei 1935: Lyrische suite, dirigent Willem Mengelberg, soliste Else Rijkens
- 17 en 19 december 1936; Sol justitiae, dirigent Willem Mengelberg

Zijn muziek vertoonde gelijkenis met die van Richard Strauss. Van zijn composities is maar weinig uitgegeven, waarbij voorts de opusnummers flink door elkaar zijn gehaald:
- opus 2: Symfonie nr. 1, maar ook Trauermarsch voor piano
- opus 3: Vier kinderliederen met pianobegeleiding
- opus 4: Zwei Clavierstücke (Andante, Rondo)(1913)
- opus 5: Liederen, waaronder Wiegenlied
- opus 6: Liederen, waaronder Aan tante Annie
- opus 7: Vier Klavierstücke
- opus 8: Allegro quasi allegretto en Petite sonate pour pianoforte
- opus 9: Burleske voor orkest
- opus 10: Twee silhouetten (1. Scherzo grotesque; 2. Epilogue funebre) voor orkest
- opus 11: Variationen über ein Gavotte-thema (voor piano)
- opus 12: Symfonie nr. 2 in d mineur
- opus 13: Drie capriccio’s of noveletten voor piano
- opus 15: Andante grave pour piano (1912)
- opus 15a: Ichnaton (muziek bij Egyptische feestspel (voor de lustrumfeesten in Utrecht van 1926)(nog in druk in 2017 bij Universal Editions; tekst van C.J. Graadt van Roggen, uitgevoerd tijdens de Olympische Zomerspelen 1928 in Amsterdam; in 1980 op herhaling in het Concertgebouw met dirigent Anton Kersjes en het Amsterdams Philharmonisch Orkest)
- opus 16: Drei Gesänge nach Li-Tai-Po, voor middenstem en piano of orkest (1.Der Tanz der Götter, 2. In der Fremde , 3. Die drei Kameraden)
- opus 17: Suite
- opus 18: Liederen waaronder Die ferne Flöte
- opus 19: Feestelijke preaeludium over het Gaudeamus Igitur
- opus 20: Symfonische fantasie voor viool en orkest (1933)
- opus 21: Lyrische suite voor sopraan en klein orkest (1935)
- opus 22: Valse brillante voor piano, maar ook Symfonie nr. 3
- opus 23: Fantasie-impromptu voor piano en orkest
- opus 24: Pianosonate nr. 2, maar ook Sol justitiae (1936)
- opus 25: De groote geus, openluchtspel
- opus 26: Strijkkwartet nr. 2
- opus 27: Romance voor piano
- opus 28: Twee intermezzi voor piano (1916)
- opus 30: Frühlingsglaube, lied voor zangstem en piano
- opus 32: Twaalf walsen voor piano
- opus 33: La vie est courte, lied met tekst van H. Warnery voor zangstem en piano
- opus 36: Zes walsen voor klein orkest (1936)
- opus 41: Norwegische Tänze
- Aan onze lieve moeder Saar (1915), lied voor zangstem en piano
- Een afgrijselijk liedje, voor zangstem en piano
- America calling, lied voor zangstem en piano
- Bang voor ‘t , kinderliedje voor zangstem en piano
- Le chant, lied voor zangstem en piano
- Esprit vivant, lied voor zangstem en piano
- Extase, lied naar een tekst van Julius Bierbaum voor zangstem en piano
- Der gast, lied voor zangstem en piano
- Hollans vlag, lied voor zangstem en piano
- In Nebel ruhet, lied voor zangstem en piano
- Zes kinderliedjes (1.Een lange broek; 2.Poesje en kat; 3. Kukeleku;4. Ons zusje; 5. De kleine rooker; 6. Kleine broer
- Die Landstrasse, lied voor zangstem en piano
- Lenz, lied voor zangstem en piano
- Twee liederen voor zangstem en piano (1.Ein Fichtenbaum steht einsam; 2. Leise zieht durch mein Gemüth
- Moederker alleen, lied met tekst van René de Clercq voor zangstem en piano (1914)
- Morgenlied, lied met tekst van L. Uhland, voor zangstem en piano (1917)
- Nu spreken duizenden monden (1923)
- Opgepast, lied voor zangstem en piano
- Peter Cornelius, lied voor zangstem en piano
- Schlummerlied, lied voor zangstem en piano
- Sommerlied, leid voor alt en piano
- The song of the nations, lied voor zangstem en piano
- Der traurige Garten (Den Knaben Wunderhorn), lied voor zangstem en piano
- Wilkie’s call, lied voor zangstem en piano
- Winterabend, lied voor zangstem en piano (1913)
- Acht solostukken voor piano
- Air voor piano
- Allegro con spirito voor piano
- Allegro gicoso a la polacca voor piano
- Allegro vivace voor piano
- en nog tal van andere kleine werken in manuscriptvorm.

- Biografisch Portaal: 82140648
- Digitale Bibliotheek voor de Nederlandse Letteren: enth002
- Gemeinsame Normdatei: 14021934X
- International Standard Name Identifier: 0000 0000 7693 584X
- Library of Congress Control Number: no2004031948
- MusicBrainz: 4fb20c09-fedc-4de6-919d-9f6cb2b8b1c5
- Nederlandse Thesaurus van Auteursnamen: 070025835
- Virtual International Authority File: 103760107
- WorldCat: E39PBJqqkPGpvfcMPghTF3m68C